# Rally de Alemania de 2019
El Rally de Alemania de 2019, oficialmente 37. ADAC Rallye Deutschland, fue la trigesimoséptima edición y la décima ronda de la temporada 2019 del Campeonato Mundial de Rally. Se celebró del 22 al 25 de agosto y contó con un itinerario de 19 tramos sobre asfalto que suman un total de 344.04 km cronometrados. Fue también la décima ronda de los campeonatos WRC 2-Pro y WRC 2. 

## Lista de inscritos
| Num.                     | Piloto             | Copiloto           | Automóvil             | Equipo                  | Neumático |
| ------------------------ | ------------------ | ------------------ | --------------------- | ----------------------- | --------- |
| 1                        | Sébastien Ogier    | Julien Ingrassia   | Citroën C3 WRC        | Citroën Total WRT       | M         |
| 3                        | Teemu Suninen      | Jarmo Lehtinen     | Ford Fiesta WRC       | M-Sport Ford WRT        | M         |
| 4                        | Esapekka Lappi     | Janne Ferm         | Citroën C3 WRC        | Citroën Total WRT       | M         |
| 5                        | Kris Meeke         | Sebastian Marshall | Toyota Yaris WRC      | Toyota Gazoo Racing WRT | M         |
| 6                        | Dani Sordo         | Carlos del Barrio  | Hyundai i20 Coupe WRC | Hyundai Shell Mobis WRT | M         |
| 8                        | Ott Tänak          | Martin Järveoja    | Toyota Yaris WRC      | Toyota Gazoo Racing WRT | M         |
| 10                       | Jari-Matti Latvala | Miikka Anttila     | Toyota Yaris WRC      | Toyota Gazoo Racing WRT | M         |
| 11                       | Thierry Neuville   | Nicolas Gilsoul    | Hyundai i20 Coupe WRC | Hyundai Shell Mobis WRT | M         |
| 17                       | Takamoto Katsuta   | Daniel Barritt     | Toyota Yaris WRC      | Tommi Mäkinen Racing    | M         |
| 44                       | Gus Greensmith     | Elliott Edmondson  | Ford Fiesta WRC       | M-Sport Ford WRT        | M         |
| 89                       | Andreas Mikkelsen  | Anders Jæger       | Hyundai i20 Coupe WRC | Hyundai Shell Mobis WRT | M         |
| 21                       | Kalle Rovanperä    | Jonne Halttunen    | Škoda Fabia R5 Evo    | Škoda Motorsport        | M         |
| 22                       | Mads Østberg       | Torstein Eriksen   | Citroën C3 R5         | Citroën Total           | M         |
| 23                       | Jan Kopecký        | Pavel Dresler      | Škoda Fabia R5 Evo    | Škoda Motorsport        | M         |
| 24                       | Eric Camilli       | Benjamin Veillas   | Ford Fiesta R5 Mk. II | M-Sport Ford WRT        | M         |
| Fuente: ewrc-results.com |                    |                    |                       |                         |           |

## Resultados

### Itinerario
| Día                  | Tramo | Nombre                        | Distancia | Ganador de la etapa | Coche                 | Tiempo  | Líder de la general |
| -------------------- | ----- | ----------------------------- | --------- | ------------------- | --------------------- | ------- | ------------------- |
| Día 1 (22 de agosto) | -     | St. Wendeler Land (Shakedown) | 5.20 km   | Sébastien Ogier     | Citroën C3 WRC        | 2:39.7  | -                   |
| Día 1 (22 de agosto) | SS1   | St. Wendeler Land             | 5.20 km   | Ott Tänak           | Toyota Yaris WRC      | 2:39.4  | Ott Tänak           |
| Día 2 (23 de agosto) | SS2   | Stein und Wein 1              | 19.44 km  | Thierry Neuville    | Hyundai i20 Coupe WRC | 10:40.4 | Thierry Neuville    |
| Día 2 (23 de agosto) | SS3   | Mittelmosel 1                 | 22.00 km  | Ott Tänak           | Toyota Yaris WRC      | 12:26.4 | Ott Tänak           |
| Día 2 (23 de agosto) | SS4   | Wadern – Weiskichen 1         | 9.27 km   | Ott Tänak           | Toyota Yaris WRC      | 5:03.6  | Ott Tänak           |
| Día 2 (23 de agosto) | SS5   | Stein und Wein 2              | 19.44 km  | Thierry Neuville    | Hyundai i20 Coupe WRC | 10:46.0 | Ott Tänak           |
| Día 2 (23 de agosto) | SS6   | Mittelmosel 2                 | 22.00 km  | Ott Tänak           | Toyota Yaris WRC      | 12:28.0 | Ott Tänak           |
| Día 2 (23 de agosto) | SS7   | Wadern – Weiskichen 2         | 9.27 km   | Ott Tänak           | Toyota Yaris WRC      | 5:05.3  | Ott Tänak           |
| Día 3 (24 de agosto) | SS8   | Freisen 1                     | 14.78 km  | Dani Sordo          | Hyundai i20 Coupe WRC | 8:28.0  | Ott Tänak           |
| Día 3 (24 de agosto) | SS9   | Römerstraße 1                 | 12.28 km  | Ott Tänak           | Toyota Yaris WRC      | 5:57.4  | Ott Tänak           |
| Día 3 (24 de agosto) | SS10  | Freisen 2                     | 14.78 km  | Thierry Neuville    | Hyundai i20 Coupe WRC | 8:31.7  | Ott Tänak           |
| Día 3 (24 de agosto) | SS11  | Römerstraße 2                 | 12.28 km  | Thierry Neuville    | Hyundai i20 Coupe WRC | 5:59.9  | Ott Tänak           |
| Día 3 (24 de agosto) | SS12  | Arena Panzerplatte 1          | 10.73 km  | Ott Tänak           | Toyota Yaris WRC      | 6:05.8  | Ott Tänak           |
| Día 3 (24 de agosto) | SS13  | Panzerplatte 1                | 41.17 km  | Ott Tänak           | Toyota Yaris WRC      | 23:27.2 | Ott Tänak           |
| Día 3 (24 de agosto) | SS14  | Arena Panzerplatte 2          | 10.73 km  | Jari-Matti Latvala  | Toyota Yaris WRC      | 6:04.3  | Ott Tänak           |
| Día 3 (24 de agosto) | SS15  | Panzerplatte 2                | 41.17 km  | Kris Meeke          | Toyota Yaris WRC      | 23:17.6 | Ott Tänak           |
| Día 4 (25 de agosto) | SS16  | Grafschaft 1                  | 28.06 km  | Thierry Neuville    | Hyundai i20 Coupe WRC | 16:16.2 | Ott Tänak           |
| Día 4 (25 de agosto) | SS17  | Dhrontal 1                    | 11.69 km  | Jari-Matti Latvala  | Toyota Yaris WRC      | 7:35.1  | Ott Tänak           |
| Día 4 (25 de agosto) | SS18  | Grafschaft 2                  | 28.06 km  | Thierry Neuville    | Hyundai i20 Coupe WRC | 16:08.8 | Ott Tänak           |
| Día 4 (25 de agosto) | SS19  | Dhrontal 2 (power stage)      | 11.69 km  | Thierry Neuville    | Hyundai i20 Coupe WRC | 7:30.2  | Ott Tänak           |
| Fuente: wrc.com      |       |                               |           |                     |                       |         |                     |

### Power stage
El power stage fue una etapa de 11.69 km al final del rally. Se otorgaron puntos adicionales del Campeonato Mundial a los cinco más rápidos.